# Дуго топло лето
Дуго топло лето (енгл. The Long, Hot Summer) је филм из 1958. режисера Мартина Рита са Полом Њуменом, Џоаном Вудвард, Ентонијем Франсиозом, Орсоном Велсом.

## Радња
Бен Квик (Пол Њумен) сели се у град Френчманс Бенд након што је оптужен да је запалио шталу и избачен из сопствене куће. Вил Варнер (Орсон Велс) поседује скоро све у малом граду, а након што је упознао Квика, унајмљује га у својој радњи. Варнерова ћерка, Клара (Џоан Вудворд), никада није удата, према речима њеног оца. Вил развија план, у коме кључну улогу игра Бен, будући Кларин муж.

## Улоге
| Глумац           | Улога           |
| ---------------- | --------------- |
| Пол Њуман        | Бен Квик        |
| Џоана Вудвард    | Клара Варнер    |
| Ентони Франсиоза | Џоди Варнер     |
| Орсон Велс       | Вил Варнер      |
| Ли Ремик         | Еула Варнер     |
| Анџела Ленсбери  | Мини Литлџон    |
| Ричард Андерсон  | Алан Стјуарт    |
| Сара Маршал      | Агнес Стјуарт   |
| Мабел Албертсон  | госпођа Стјуарт |
| Џ. Пет О`Мали    | Ратлиф          |
| Бил Вокер        | Лушус           |